# 파테섬
파테섬 (sw)은 케냐 북부 해안에 인접한 인도양에 위치하며 케냐에 속한다. 이곳은 과거 해안주의 라무와 키웅가 마을 사이에 위치한 라무 제도에서 가장 큰 섬이다. 이 섬은 거의 완전히 맹그로브에 둘러싸여 있다.
스와힐리 해안의 많은 지역과 마찬가지로, 파테의 역사는 기원후 1천년기 초의 농업 공동체에서 10세기경, 어쩌면 그 이전부터 전문화된 도시 무역 사회로 꾸준히 전환되는 과정을 겪었다. 이슬람은 아프리카의 뿔 지역의 아프리카 무슬림들로부터 해안을 따라 퍼져나가, 스와힐리 문화로 알려지게 될 문화를 발전시키는 데 기여했다. 통념과는 달리 파테는 아랍이나 페르시아 식민지가 아니라, 무역을 위해 아랍인, 페르시아인, 인도인 등이 자주 왕래하던 아프리카 도시였다. 이곳은 13세기부터 19세기까지 파테 술탄국의 중심지였다. 스와힐리인의 항구 도시인 파테는 오랫동안 라무와 만다섬의 타크와와 지역 경제 지배권을 놓고 경쟁했으며, 14세기경에 두각을 나타냈다. 그러나 19세기 후반에 라무에 의해 정복되었다.
대중교통은 소수의 미니버스(카미온이라 불리는)로 제공된다. 경찰서가 있는 섬의 주요 행정 중심지는 파자에 있다.

## 파자
북부 해안에 위치한 파자 마을은 포르투갈인에게 암파자(Ampaza)라는 이름으로 알려졌으며, 최소 14세기까지 거슬러 올라간다. 1587년, 포르투갈인은 파자를 파괴했는데, 이는 지역 셰이크가 이전에 포르투갈인을 무스카트에서 축출하는 데 핵심적인 역할을 했던 악명 높은 해적 미르 알리 베이를 지원했기 때문이었다. 포르투갈인들은 고아주에서 약 650명의 병력을 이끌고 토벌 원정을 왔고, 파자에 격노를 퍼부었다. 그들이 찾을 수 있는 모든 사람들은 지역 셰이크를 포함하여 살해되었다. 포르투갈인들은 셰이크의 머리를 소금 통에 넣어 인도에서 전시하기 위해 보존했다. 4일간의 약탈 후, 그들은 파테 마을 출신의 파자의 오랜 라이벌들에게 파자에서 마음에 드는 것은 무엇이든 가져가도록 허락했다.
파자는 나중에 재건되었다. 파자의 포르투갈인들은 그곳에 예배당을 건설했지만, 현재는 아무것도 남아있지 않다. 18세기에 파자는 파테의 부상으로 인해 다시 쇠퇴했다. 영국 영사 홈우드(Holmwood)는 1873년에 그곳을 방문하여 "더럽고 질병에 감염되었다"고 기록했다.

## 파테 마을
파테 술탄국은 최소 13세기 초부터 1895년까지 존재했던 술탄국이었다. 1858년부터는 위투란드로 알려진 영토였다. 고고학적 증거에 따르면 파테는 10세기경부터 지역 무역 네트워크에서 중요한 위치를 차지했다.
파테 마을은 섬의 남서쪽 해안에 위치해 있다. 파테 연대기에 따르면 파테 마을은 8세기에 오만에서 온 난민들에 의해 세워졌다. 1203년에는 역시 오만 출신의 나브하니 왕조 가문 구성원들에 의해 재건되었다. 파테 연대기는 또한 14세기에 파테가 너무 강력하여 스와힐리 해안의 대부분의 마을을 정복했다고 주장한다. 그러나 최근의 고고학적 발견(네빌 치틱과 이후 마크 호턴에 의해)은 연대기의 파테 초기 역사에 대한 언급이 틀렸으며, 이 마을이 더 최근에 형성되었다는 것을 시사한다.
18세기는 "파테의 황금시대"로 알려졌는데, 이때 마을은 전성기를 맞았고 순수 예술에서도 번성했다. 건축가들은 광범위하고 정교한 석고 세공을 통해 스와힐리 해안에서 가장 훌륭한 주택들을 지었다. 금세공사들은 복잡한 장신구를 만들었고, 파테의 직공들은 고운 직물(비단 포함)을 만들었으며, 목수들은 훌륭한 목제 가구를 생산했다. 시와(Siwa)라고 알려진 악기의 사용과 생산이 가장 유명했다. 시와의 두 가지 예시는 라무 박물관에 보관되어 있다.
남녀 모두 스와힐리어의 키아무(Kiamu) 방언으로 시를 썼다. 스와힐리어로 알려진 가장 초기 문서 중 하나인 우텐디 와 탐부카는 파테 마을의 왕궁 융가(Yunga) 궁전에서 쓰여졌다. 파테 마을의 몰락은 18세기 말부터 이웃과의 끊임없는 다툼/전쟁의 결과로 찾아왔다.
1811년, 영국 해군 장교 스미(Smee)와 하디(Hardy)는 파테를 방문하여 내분을 목격했다.
1813년, 유명한 "셸라 전투"가 셸라에서 벌어졌다. 이것은 몸바사/오만 출신의 마즈루이 씨족과 동맹을 맺은 파테가 라무를 정복하려 시도한 것이었다. 이 시도는 완전히 실패했고, 많은 사람들이 죽었다. 소수의 사람들만이 파테로 돌아올 수 있었고, 그들의 손실은 수년 동안 느껴졌다.
1823년 파테를 방문한 토머스 보텔러는 포르투갈 요새의 잔해를 보았다고 묘사했지만, 그곳은 otherwise 빈곤해 보인다고 말했다. 시인 므와나 쿠포나 (1860년 사망)도 파테 마을에 거주했다.
1892년까지 주민 수는 7,000명에서 300명으로 감소했다. 오늘날 마을은 어느 정도 회복되었다. 농업이 주요 경제 활동이다.

## 시유

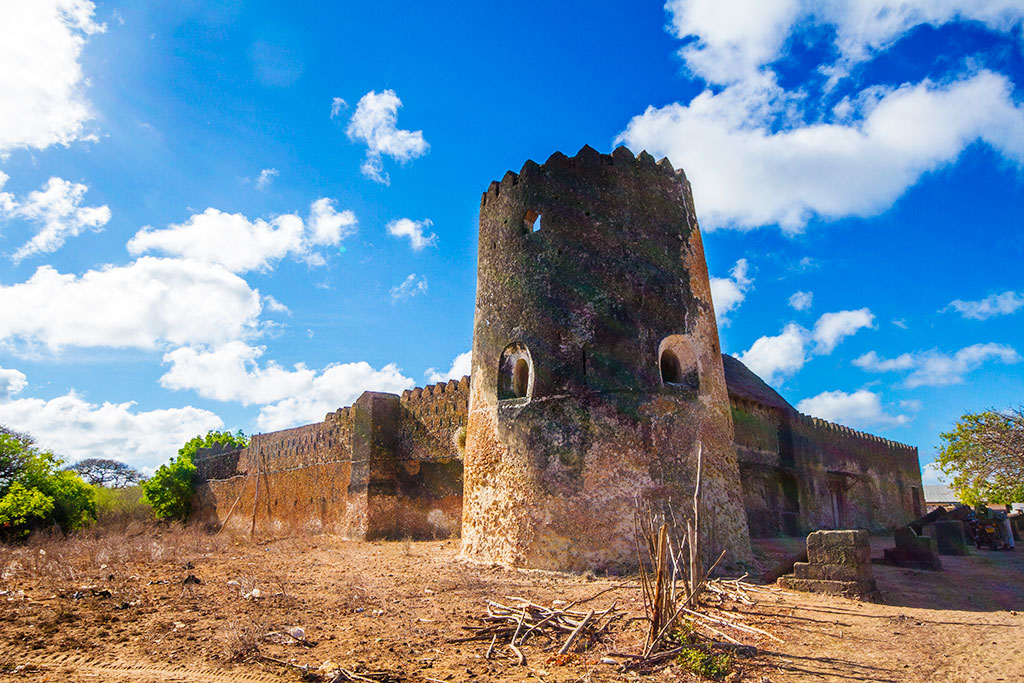
파테섬의 시유 요새

시유(Siyu) 마을은 파테섬 북쪽 해안에 위치해 있다. 시유에서는 대규모 발굴이 이루어지지 않아 그 연대는 알려져 있지 않지만, 13세기까지 거슬러 올라갈 수 있다. 가스파르 드 산토 베르나디노(Gaspar de Santo Bernadino)는 1606년에 이 마을을 방문하여 섬에서 가장 큰 마을이었다고 진술했다.
시유의 주요 역사적 명성은 여러 전투를 통해 잔지바르 술탄들을 물리쳤다는 점이다. 1843년에 시유의 셰이크 브와나 마차카 와 시(Bwana Machaka wa Shee)와 새로운 파테의 셰이크는 오만과 잔지바르의 술탄인 사이이드 빈 술탄의 주권을 부인했다. 이에 대응하여 사이이드 술탄은 무스카트, 발루치스탄, 라무 출신의 2,000명으로 구성된 군대를 소집했다. 그들을 이끈 사람은 그의 사촌인 아미르 헤메드(Amir Hemed)라고 알려진 장군 사이이드 헤메드 빈 아흐메드 알-부사이디였다. 그는 이전에 1824년에 반다르아바스의 총독이었다. 그는 1844년 1월 초 파자에 상륙했다. 1월 6일, 그들은 시유로 향했지만, 매복 공격을 받아 파자로 후퇴해야 했다. 3주 동안 승리 없이 아미르 헤메드는 출항했다.
1845년 시유는 사이이드 사이드에게 그의 가장 큰 군사적 패배 중 하나를 안겨주었으며, 이 전투에서 유명한 아미르 헤메드가 사망하여 그의 무덤이 현재까지 존재하는 라시니에 묻혔다. 사이이드 사이드는 매년 라시니에 있는 그의 무덤에 공물을 바치곤 했다. 아미르 헤메드는 전투에서 그에게 발사된 모든 화살과 창을 막을 정도로 검술이 매우 빨랐다고 믿어진다. 시우 군인들은 이 사실을 알고 있었고, 이 전투에서 시우 군대의 두 명의 궁수가 1초 만에 그의 겨드랑이를 겨냥하여 두 개의 화살을 쏘았다. 아미르 헤메드가 첫 번째 화살을 막기 위해 재빨리 검을 들어올리자 두 번째 화살이 겨드랑이에서 그의 가슴을 관통했다. 그것은 독화살이었고 그를 즉사시켰다. 사이이드 사이드는 사촌의 죽음을 복수하기 위해 복수를 계획했다. 얼마 후 그는 시우의 거의 모든 통치자, 고문 및 장군들을 잔지바르로 자신과의 외교 임무에 속였지만, 그는 이것을 시우 통치자들을 위한 학살 임무로 바꾸었다. 그들은 외교 임무였기 때문에 모든 무기를 놓고 가도록 술탄에게 조언받았다. 잔지바르에 도착하자마드 사이드 사이드는 시우 임무에 참여한 각 개인에게 아미르 헤메드의 행방을 개별적으로 물었고, 그가 죽었다고 대답한 모든 사람은 술탄에 의해 즉시 살해되었다. 아미르 헤메드가 아직 살아있다고 대답한 일부 외교관들은 목숨을 건졌지만, 그들은 당시 술탄의 지배 아래 있던 몸바사의 포트 지저스에 평생 투옥되었다. 잔지바르 술탄이 시우의 거의 모든 통치자들을 학살한 후, 그는 시우 마을에 남아있던 자들을 강제로 체포하여 잔지바르 학살에서 살아남은 다른 사람들과 함께 포트 지저스에 투옥하기 위해 몸바사로 추방했다.
시유는 결국 1863년 술탄 마지드 치하에서 잔지바르의 지배에 굴복했는데, 이는 스와힐리 해안 전체에서 가장 마지막으로 그렇게 한 도시 중 하나였다.

## 키징기티니
키징기티니는 북부 해안(파자 동쪽)에 위치하며 섬에서 가장 큰 어항이다. 라시니(Rasini)의 약간 북쪽에 위치한 이 어항은 남위 2° 4'11.90"와 동경 41° 8'29.92"에 걸쳐 있으며, 키징기티니-키웅가 가시 가재 어장의 남쪽 끝이다.

## 샹가
샹가(Shanga)는 섬의 남동쪽 해안에 위치한 중요한 고고학 유적지이다. 이곳은 1980년부터 8년 동안 발굴되었다. 가장 오래된 정착지는 8세기부터 시작되었으며, 고고학적 증거(현지 주조된 동전, 매장지)를 통해 소수의 현지 주민들이 아마도 8세기 후반부터, 그리고 최소한 9세기 초부터 무슬림이었다는 결론이 도출되었다. 발굴은 또한 11세기 중반 또는 후반에 샹가의 발전이 크게 중단되었음을 보여주는데, 금요 모스크의 파괴와 재건이 있었다. 호턴은 이를 역사가 주앙 드 바루스의 저술과 연결시키는데, 일반적으로 카르마트파로 알려진 아랍 부족 구성원들이 스와힐리 해안에 도착했다는 내용이다. 드 바루스는 이 새로운 도착자들을 공화정 형태의 정부와 연결시킨다.
샹가는 1400년에서 1425년 사이에 버려졌다. 이 사건은 파테의 역사와 구전 전통 모두에 기록되어 있다. 와샹가("샹가 사람들")는 여전히 인근 스와힐리 마을 시유에 사는 씨족으로 구성되어 있다. 1634년 레젠데의 시유 묘사는 "시오 왕국에는 왕이 없고 총독들에 의해 통치된다"고 명시하고 있다.

## 중국 탐험의 증거
1999년 니컬러스 크리스토프는 파테 섬에서 놀라운 만남을 보고했다. 그는 돌로 지어진 오두막 마을을 발견했다. 그는 마을에 사는 한 노인과 이야기를 나누었는데, 그 노인은 자신이 수세기 전에 이곳에서 난파된 중국 탐험가들의 후손이라고 말했다. 중국인들은 현지인들과 무역을 했고, 심지어 기린을 배에 실어 중국으로 가져가려고 했다. 그러나 중국인들은 인근 암초에 좌초되었다. 크리스토프는 그 남자의 이야기를 확인해 줄 증거를 발견했다. 그러한 증거에는 마을 사람들의 아시아적 특징과 아시아식 도자기 유물이 포함되었다.
이후 내셔널 지오그래픽은 2005년 7월 프랭크 비비아노(Frank Viviano)의 기사를 게재했다. 그는 라무에 머무는 동안 파테 섬을 방문했다. 라무 주변에서 도자기 파편들이 발견되었는데, 지역 스와힐리 역사 박물관의 행정관은 이 파편들이 중국 기원이라고 주장했다. 특히, 정화 (명나라)의 스와힐리 해안 항해에서 비롯된 것이라고 했다. 파테 사람들의 눈은 중국인과 닮았다. 파마오(Famao)와 웨이(Wei)는 그들 중 일부 이름으로, 중국 기원일 가능성이 있다고 추정되었다. 그들의 조상들은 난파된 중국 명나라 선원들과 현지 여성들이 결혼하여 태어났다고 한다. 파테에는 "올드 샹가"와 "뉴 샹가"라고 불리는 두 곳이 있었는데, 중국 선원들이 명명한 것이었다. 중국 혈통을 주장하는 현지 가이드가 프랭크에게 섬에 있는 산호로 만든 묘지를 보여주었는데, 이는 중국 선원들의 무덤이며 저자는 이를 중국 명나라 무덤과 "사실상 동일"하며 "반달형 돔"과 "계단식 입구"가 완벽하게 갖춰져 있다고 묘사했다.

## 같이 보기
- 과학적 아담
- 위투 술탄국

## 참고 문헌
- Boteler, Thomas (1835). 《Narrative of a Voyage of Discovery to Africa and Arabia: performed in His Majesty's ship Leven and Barracouta from 1821 to 1826.》 1. R. Bentley. 2013년 12월 10일에 확인함.
- [[Richard Francis Burton|Burton, 리처드 프랜시스 버턴]] (1872). 《Zanzibar: city, island, and coast》 2. London: Tinsley brothers.
- Martin, Chryssee MacCasler Perry and Esmond Bradley Martin: Quest for the Past. An historical guide to the Lamu Archipelago. 1973.
- 마크 호턴; with contributions by Helen W. Brown and Nina Mudida: Shanga: the archaeology of a Muslim trading community on the coast of East Africa. Memoirs of the British Institute in Eastern Africa; No. 14 London: British Institute in Eastern Africa, 1996. ISBN 1-872566-09-X

## 같이 보기
- 역사적인 스와힐리 정착지
- 스와힐리 건축

## 추가 자료
- Allen, J. de V. (1979) Siyu in the eighteenth and nineteenth centuries. Transafrican journal of History 8 (2), pp. 1–35,
- Allen, James de Vere:  Lamu, with an appendix on Archaeological finds from the region of Lamu by H. Neville Chittick. Nairobi: Kenya National Museums.
- Stanley, Henry Edward John (1866). 《A Description of the Coasts of East Africa and Malabar: In the Beginning of Sixteenth century by Duarte Barbosa》. Printed for the Hakluyt Society.  (from about 1517: p.  15)
- 주앙 드 바루스 (1778):  Da Asia de João de Barros e de Diogo de Couto  v.2 pt.1 Chapter 2: p. 15 ff (referenced in Freeman-Grenville 1962, 83–84 181)
- Brown, H. (1985) History of Siyu: the development and decline of a Swahili town on the northern Swahili coast. Unpublished PhD thesis, Indiana University.
- Brown, H. (1988) Siyu: town of the craftsmen. Azania 26, pp 1–4.
- [[Richard Francis Burton|Burton, 리처드 프랜시스 버턴]] (1872). 《Zanzibar: city, island, and coast》 2. London: Tinsley brothers.
- Freeman-Grenville (1962) The East-African coast: select documents from the first to the earlier nineteenth century. London: 옥스퍼드 대학교 출판부.
- Kirkman, James: Men and Monuments on the East African Coast .
- King'ei Kitula: Mwana Kupona: Poetess from Lamu, ISBN 9966-951-05-9, Sasa Sema Publications, 2000.
- Strandes, Justus: The Portuguese Period in East Africa.
- Tolmacheva, Marina; Weiler, Dagmar (translator): The Pate Chronicle: Edited and Translated from Mss 177, 321, 344, and 358 of the Library of the University of Dar Es Salaam (African Historical Sources) ISBN 0-87013-336-5
- Werner, A; Hichens, W: The Advice of Mwana Kupona upon The Wifely Duty, Azania Press, 1934.